# Stefan Waggershausen
Stefan Waggershausen (né à Friedrichshafen le 20 février 1949) est un chanteur, compositeur et auteur-compositeur allemand.

## Biographie
Waggershausen est né à Friedrichshafen, au bord du lac de Constance. En 1974, il produit son premier disque en tant que chanteur. En 1980, il remporte son premier succès avec la chanson Hallo Engel . Il interprète d'autres chansons chantées en duo avec Ofra Haza et María Conchita Alonso. Les chansons les plus connues  de Waggershausen sont le duo de 1984  Zu Nah Am Feuer avec l'auteur-compositeur-interprète italienne Alice et le duo de 1990 Das erste Mal tat's noch weh avec Viktor Lazlo ,.

## Discographie
- Traumtanzzeit (1974)
- Hello Engel (1980)
- Fang mich auf (1981)
- Sanfter Rebell (1982)
- Tabou (1984)
- Mitten ins Herz (1984, Live)
- Touché d'amour (1985)
- Im Herzen des Orkans (1987)
- Tief im Süden meines Herzens (1990)
- Herzsprünge (1991)
- Wenn dich die Mondfrau küßt (1993)
- Louisiana (1995)
- Die Rechnung kommt immer (1997)
- Wolke 7 (2000)
- Duette & Ballade (2003)
- Unterm Cajun-Mond (2004)
- Alors c'est du Spiel (2010)
- Aus der Zeit gefallen (2019)
- Fliegen mit dem Zeppelin (2019)